# Concarneau
Concarneau (tiếng Breton: Konk Kerne) là một xã của tỉnh Finistère, thuộc vùng Bretagne, miền tây bắc Pháp.

## Dân số
Người dân ở Concarneau được gọi là Concarnois.